# Cetotheriophanes capellinii
Cetotheriophanes capellinii és una espècie extinta de cetaci de la família dels balenoptèrids que visqué al mar Mediterrani durant el Pliocè superior. Se n'han trobat restes fòssils a la localitat toscana d'Orciano Pisano (Itàlia). Es tracta de l'única espècie del gènere Cetotheriophanes. Era un balenoptèrid basal. «Balaenoptera» cortesii var portisii, que comparteix nombrosos caràcters amb C. capellinii, com ara la petitesa de la bul·la timpànica i el rostre llarg i estret, podria pertànyer al mateix gènere o, fins i tot, la mateixa espècie.